# Orest Romashyna
Orest Romashyna (né le 27 octobre 1946 à Rheine en Allemagne) est un joueur allemand de hockey sur glace professionnel.

## Carrière de joueur
Il a été repêché en 1e ronde, 3e au total par les Bruins de Boston au repêchage d'amateur de 1963 de la Ligue nationale de hockey mais n'y jouera jamais.

## Statistiques
| Saison  | Équipe                  | Ligue |    | Saison régulière | Saison régulière | Saison régulière | Saison régulière | Saison régulière |   | Séries éliminatoires | Séries éliminatoires | Séries éliminatoires | Séries éliminatoires | Séries éliminatoires |
| Saison  | Équipe                  | Ligue | PJ | B                | A                | Pts              | Pun              | PJ               | B | A                    | Pts                  | Pun                  |                      |                      |
| 1963-64 | Flyers de Niagara Falls | OHA   | 23 | 1                | 5                | 6                | 0                | -                | - | -                    | -                    | -                    |                      |                      |